# Bulbophyllum brachyphyton
Bulbophyllum brachyphyton là một loài phong lan thuộc chi Bulbophyllum.